# Ogcodes lineatus
Ogcodes lineatus är en tvåvingeart som först beskrevs av Enrico Adelelmo Brunetti 1926.  Ogcodes lineatus ingår i släktet Ogcodes och familjen kulflugor. Inga underarter finns listade i Catalogue of Life.